# ポー川

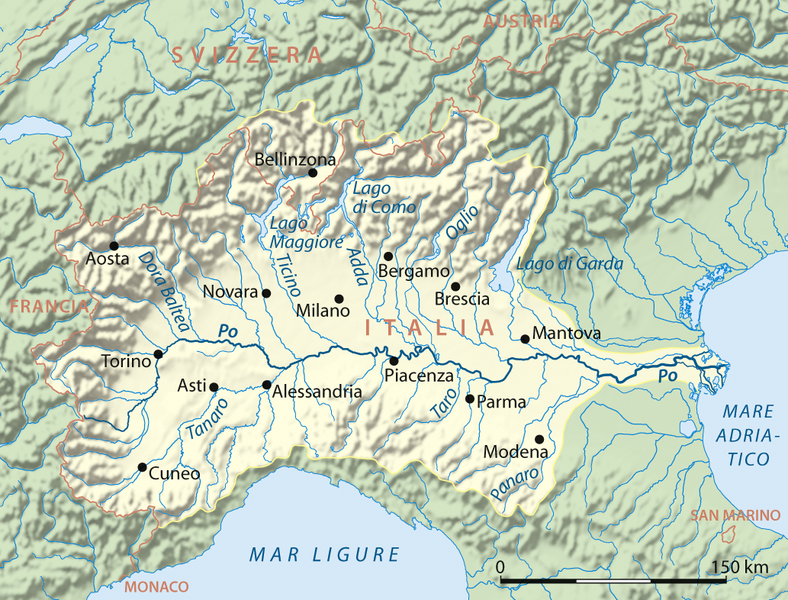
ポー川流域

ポー川（ポーがわ、Po）は、イタリア北部を横断している、イタリア国内で最も長い川である。アルプス山脈などに源流を持ち、ロンバルディア平原、ポー平原を流れ、アドリア海に注ぐ。総延長は650キロメートルを超える。
その水はポー川流域にヨーロッパ有数の農産地域を作っている。下流域では、米作が盛んなことで有名である。

## 流域の州
- ピエモンテ州
- ロンバルディア州
- エミリア＝ロマーニャ州
- ヴェネト州

## 支流

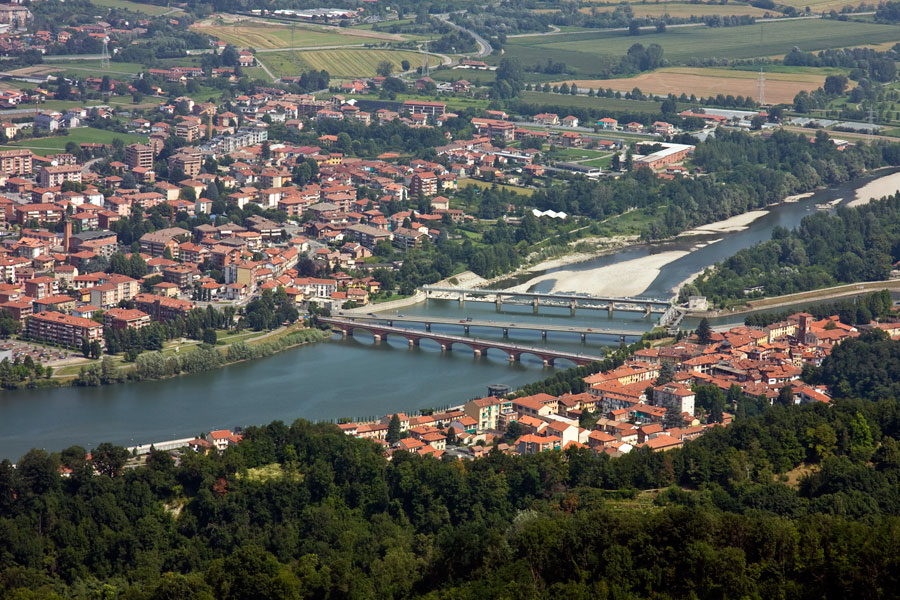
サン・マウロ・トリネーゼを流れるポー川

下流より記載
- ミンチョ川
- オーリオ川
- アルダ川
- アッダ川
  - セーリオ川
  - ブレンボ川
- トレッビア川
- ティチーノ川
- セージア川

## 流域

### 内陸部
ピエモンテ州のトリノおよびキヴァッソ付近の丘陵地のコリーナ・トリネーゼには海洋由来の堆積岩、砂利地、三日月湖、河畔林があり、2016年にユネスコの生物圏保護区に指定された。川およびその周辺にはBarbus plebejus、ヨーロッパアナグマ、キクガシラコウモリ、ダイススネーク、コチョウゲンボウ、モリフクロウ、ヘラサギが生息している。付近にはUNESCOの世界遺産の「サヴォイア王家の王宮群」がある。
中流域には河床、湿地、三日月湖、中州、河畔林、草地があり、主な樹種はセイヨウシロヤナギやギンドロ、セイヨウハコヤナギなどのポプラであり、2019年にはユネスコの生物圏保護区に指定された。また、ロンバルディア州のポー川とティオーネ川に挟まれる湿地帯のパルーデ・ディ・オスティリア自然保護区と中州のボスコーネ島自然保護区はラムサール条約登録地である。

### ポー・デルタ
ポー川のデルタ地帯は、1988年に制定された法律に基づいて、ポー川デルタ公園に指定され、環境保護活動が展開されている。この法律の効力は、フェラーラ県とラヴェンナ県及びこの両県に属するデルタ地帯の9つのコムーネであるコマッキオ、アルジェンタ、オステッラート、ゴーロ、メゾーラ、コディゴーロ、ラヴェンナ、アルフォンシーネ、チェルヴィアに及ぶ。
1999年には、ポー川デルタ公園の区画を中心に、「フェラーラ：ルネサンス期の市街とポー川デルタ地帯」として、UNESCOの世界遺産に拡張登録された。
ポー川デルタ地帯は、5万3653ヘクタールの公園内に、湿地帯、森林、海辺の砂丘地帯やマツ林、天然の塩田、ラグーン、カナールがあり、1000から1100種類の植物と374種類の脊椎動物（うち300種以上はムラサキサギ、ヘラサギ、ブロンズトキ、コサギ、オオフラミンゴなどの鳥類、他にはアカシカがある）が生息する生物多様性が展開する。2015年にユネスコの生物圏保護区に指定された。付近にはヴァッレ・ディ・ゴリーノ、ヴァッレ・ベルトゥッツィとヴァッリ・ディ・コマッキオの3つのラムサール条約登録地がある。

#### 世界遺産登録基準
この世界遺産は世界遺産登録基準のうち、以下の条件を満たし、登録された（以下の基準は世界遺産センター公表の登録基準からの翻訳、引用である）。
- (2) ある期間を通じてまたはある文化圏において、建築、技術、記念碑的芸術、都市計画、景観デザインの発展に関し、人類の価値の重要な交流を示すもの。
- (3) 現存するまたは消滅した文化的伝統または文明の、唯一のまたは少なくとも稀な証拠。
- (4) 人類の歴史上重要な時代を例証する建築様式、建築物群、技術の集積または景観の優れた例。
- (5) ある文化（または複数の文化）を代表する伝統的集落、あるいは陸上ないし海上利用の際立った例。もしくは特に不可逆的な変化の中で存続が危ぶまれている人と環境の関わりあいの際立った例。
- (6) 顕著で普遍的な意義を有する出来事、現存する伝統、思想、信仰または芸術的、文学的作品と直接にまたは明白に関連するもの（この基準は他の基準と組み合わせて用いるのが望ましいと世界遺産委員会は考えている）。